# Порядок денний на XXI століття
Поря́док де́нний на XXI столі́ття або Агенда 21 (англ. Agenda 21) — план дій щодо сталого розвитку, прийнятий ООН на Міжнародній конференції з довкілля і розвитку в Ріо-де-Жанейро (Самміт Землі) англ. United Nations Conference on Environment and Development (Earth Summit), Rio de Janeiro у 1992 р.

## Цілі порядку
Ця конференція розглядала оточуюче середовище і соціально-економічний розвиток як взаємопов'язані і взаємозалежні області. У головному документі, прийнятому на цій конференції, «Порядку денному на XXI століття», що розглядався як програма всесвітнього співробітництва, сталий розвиток пов'язується з гармонічним досягненням наступних цілей:
- високої якості довкілля і здорової економіки для всіх народів світу,
- задоволенні потреб людей і збереженні сталого розвитку протягом тривалого періоду[1].

## Склад порядку
Досягнення поставлених цілей можливе лише за допомогою обґрунтованої політики стимулювання сталого розвитку. «Порядок денний на XXI століття» є програмним документом, що засвідчує встановлення глобального партнерства країн світу задля досягнення сталого розвитку суспільства.
Зокрема, перший розділ присвячено економічним та соціальним проблемам людства, в якому розглядаються причини навантаження на довкілля — бідність; зовнішній борг країн, що розвиваються; невідповідність структури виробництва та споживання концепції сталого розвитку; демографічний вибух; структура міжнародної економіки.
Другий розділ відображає глобальні екологічні проблеми планети: знищення лісів, виснаження родючих ґрунтів, розширення площі пустель. Розглядаються заходи, які запобігають забрудненню повітря і води, знищенню рибних ресурсів, сприяють безпечним діям з токсичними відходами.
Третій розділ характеризує значення великих суспільних груп населення: жінок, комерційних структур, профспілок, фермерів, дітей, молоді, представників корінного населення, науковців, органів місцевої влади й недержавних організацій у досягненні цілей сталого розвитку суспільства. Четвертий розділ висвітлює методи реалізації Концепції сталого розвитку: фінансові ресурси й механізми; механізми прийняття рішень; засоби поширення екологічно обґрунтованих технологій; проблеми міжнародної співпраці; міжнародної угоди і правові механізми. Саме в останньому розділі закладені основоположні підвалини стимулювання сталого розвитку, що можуть успішно використовуватись як на глобальному, так і на регіональному рівні.